# Linolja

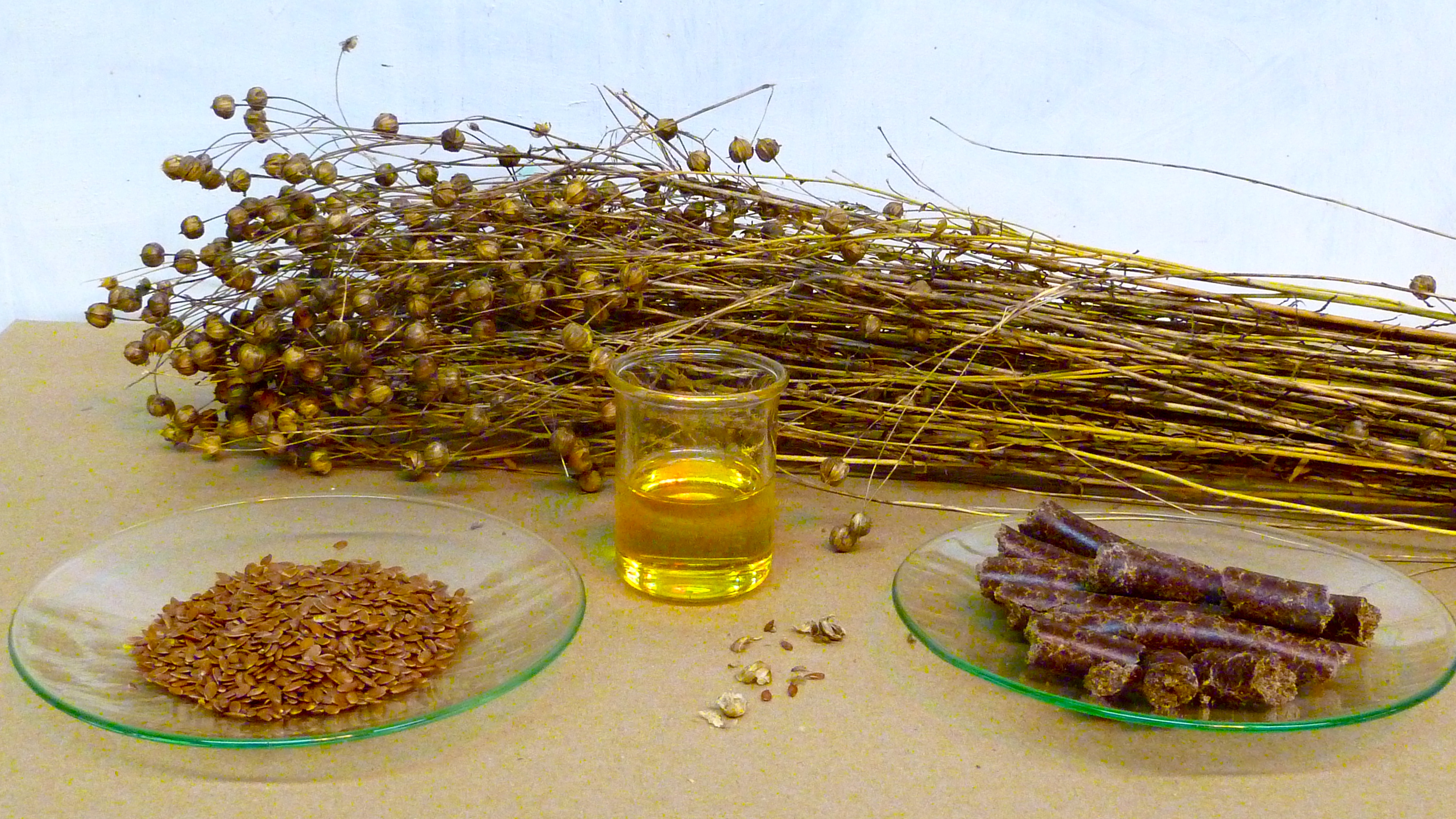
Bakom linoljan i mitten, ses skördat lin, till vänster linfrön, ur vilka oljan pressas, och till höger linfrökaka (efter
pressningen kvarvarande linfrömassa som när den genomgått tillräcklig upphettning kan användas som djurfoder).

Ett exempel på strukturformel för en vanlig triglycerid i linolja. I mitten ses glycerol (svart), som förestrats med alfa-linolensyra (rött), oljesyra (blått) och linolsyra (grönt).

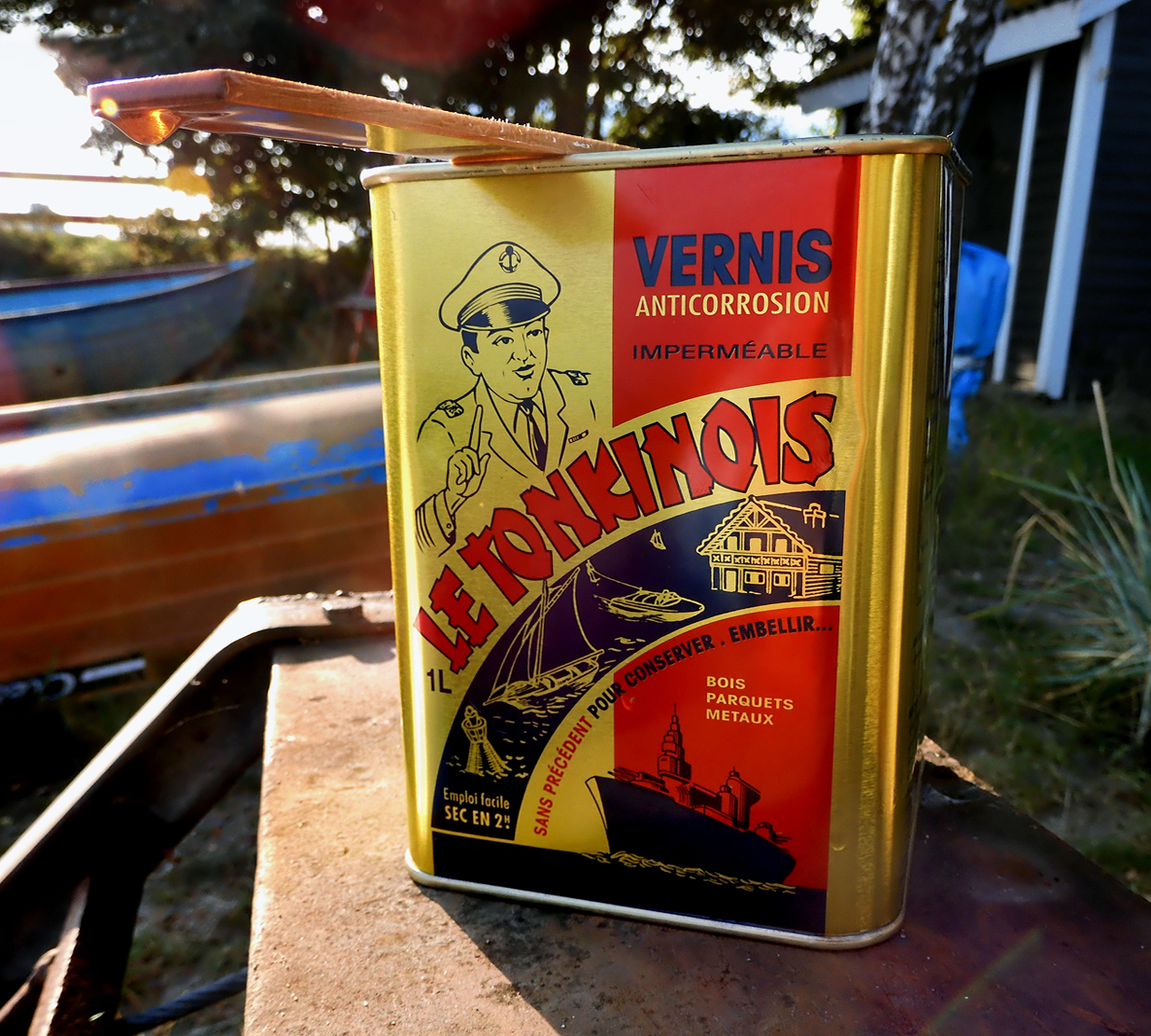
En burk Fransk linoljefernissa.

Linolja eller linfröolja är olja pressad ur linfrö från växten lin. Linolja används som impregnering, och som bas för traditionell färgtillverkning samt rostskydd med mera. Oljan används även i matlagning men är inte lika vanlig som rapsolja eller olivolja.
Som vegetabilisk olja består linolja huvudsakligen av triglycerider, molekyler där glycerol förestrats med tre fettsyror. Hos linolja är de flesta av dessa fettsyror fleromättade och består av 18 kolatomer, en liten andel har 16 kolatomer. Den typiska sammansättningen av fettsyror skiljer sig åt mellan olika växtplatser.

## Linoljor
Framför allt kokt linolja oxiderar snabbt och under reaktionen avges värme. Såg- och hyvelspån, trassel och trasor med linolja kan självantända och bör därför tas omhand och brännas upp, dränkas med vatten eller förvaras lufttätt. Vid linoljebehandling av golv kan linolja rinna ner och orsaka självantändning om den blandas med sågspån i trossbottnen.

### Rå linolja
Kallpressad rå linolja är halvmörk till färgen, men ljusare om den raffinerats. Torktiden är omkring en vecka. Den har små molekyler (ca 5 nm) och är tunnflytande. Den gulnar mindre än kokt linolja. Används mest för tillverkning av standolja, oljefärger och kitt. Är helt ofarlig både utvärtes och invärtes (t o m nyttig om den är helt ren). Varmpressning ger mer olja men av lägre kvalitet och varmpressad rå linolja används mest för tillverkning av kokt linolja.

### Kokt linolja
Kokt linolja (även "linoljefernissa") är numera en rad olika produkter. Gemensamt är att torktiden förkortats till omkring ett dygn. Detta kan göras genom "kokning", som egentligen bara är en uppvärmning, vanligtvis i kombination med syretillförsel (luftinblåsning), vilket ger en föroxidering och partiell polymerisering. Det kan också göras tillsammans med eller enbart genom tillsats av sickativ. Sickativen kan vara t.ex. järnoxid, mangandioxid, ibland även mögelhämmande tillsatser. Den kokta linoljan är tjockare, har högre densitet och är mörkare än rå linolja och bildar, till skillnad från rå linolja, skikt under torkning och får därför en bättre skyddande yta. Den utvidgar sig ca 15 % när den torkar och täpper därför till bra inne i trä. Linoljan oxiderar snabbt under viss värmeutveckling.

### Standolja
Standolja är linolja som polymeriserats genom kraftigare upphettning än kokt linolja, ca 300 grader, men utan syretillförsel. Utan föroxideringen har standoljan längre torktid och andra egenskaper än den kokta oljan. Den är tjock och seg med stora molekyler, torkar med glansig yta till ett hårt vädertåligt ytskydd. Den används därför mest för tillverkning av utomhusfärg. En nackdel är att ytan är spröd och lätt krackelerar vid rörelser i underlaget. Därför har man i goda oljefärger för utomhusmålning en väl avvägd kombination av vanlig kokt linolja och standolja.

## Användningsområden

### Matlagning
Linolja avsedd som livsmedel måste tas fram på ett speciellt sätt så att den inte oxiderar i solljus. Oljan måste förvaras kyld och i mörk förpackning. Linolja  innehåller nyttiga fettsyror som Omega 3. En matsked (13,5 g) linfröolja innehåller 7,6 g alfa-linolensyra (en av Omega-3-fettsyrorna). Detta kan jämföras med de så kallade "omega-3-kapslar" som tillverkas av fisk, där den totala mängden omega 3 fettsyror i kapseln (1 g) varierar mellan 230 mg (Norkrill) och 310 mg (efi).

### Rötskydd
Som träskydd tränger linoljan in mycket bra i virket, expanderar under torkningen och hindrar vatteninträngning. Alternativa behandlingar med lack eller plastfärg ger bara ett mer eller mindre långlivat ytskydd - när småskador uppstår finns inget djupskydd mot röta.
Under senare år har man börjat använda linolja som ett miljöalternativ till tryckimpregnerat trä.
Som jämförelse kan nämnas att "moderna" målarfärger ofta har betydligt större molekyler än linolja och därför inte alls tränger in på samma sätt i träet: Alkydolja, cirka 0,001 mm, Latex, cirka 0,5 mm. (uppgifterna från Chalmers Göteborg - Bebyggelsevård). Den största fördelen är emellertid att linoljan är hygroskopisk, dvs fukt kan vandra genom den så att träet kan andas och torka på ett helt annat sätt än trä målat med latexfärg eller alkydoljefärg.

### Rostskydd
Linolja är också ett bra rostskydd för järn - effektivt också på redan angripet järn. Genom sin krypförmåga tränger den ner till kärnplåten och bromsar vidare rostbildning. Tack vare att oljan binder syre vid oxideringen bildas en syrefattig miljö, åtminstone så länge oxideringen pågår, och rost behöver syre för att bildas. 
Vid behandling av exempelvis bottenplattor och hålrum på bilar skapas en gummiliknande yta som skyddar mot luftens syre.

### Oljefärg
I linoljefärg används linoljan som bindemedel för pigment. Färgen stelnar genom oljans oxidation och polymerisation, då triglyceridernas omättade fettsyror binder till varandra och på det viset skapar ett tredimensionellt nätverk.

#### Konstnärsfärg
Linolja är det vanligast använda bindemedlet i oljefärger för konstnärligt bruk. Den stora mängden dubbelbindningar i dess fleromättade fettsyror, vilken bidrar till den snabba torktiden, gör dock att den även gulnar mer med tiden. Därför väljer man hellre oljor som safflorolja eller vallmoolja för bland annat vita pigment, där man vill undvika denna gulning.

#### Historia inom hantverk i Sverige
I Sverige började linolja användas som enda eller huvudsakligt bindemedel i målarfärger under 1500-talet. Under 1700-talet kom det att bli det vanligaste mediet vid målning av bland annat snickerier och möbler, och snart även för målning av träfasader.
Under slutet av 1700-talet byggdes kvarnar för utvinning av linolja i Sverige. De var utrustade med en så kallad kollergång, där frömassan maldes, och grytor för uppvärmning av frömassan. Pressningen utfördes med kilpressar. Fröet kunde vara inhemskt eller importerat. Fram till andra världskriget importerades linfrö från bland andra de baltiska staterna, då dessa ansågs vara av särskilt god kvalitet.
Varmpressad linolja lär ha varit den mest tillgängliga produkten för byggnadsmåleriet, medan kallpressad linolja under 1800-talets första decennier framför allt sågs som en medicinsk produkt. Under 1800-talets senare hälft började kallpressad linolja dock användas inom lack- och fernissaindustrin. Mot slutet av 1800-talet kom automatiska oljepressar, där man först pressade en mindre mängd olja som kallpressad linolja, varefter återstoden maldes, fuktades och värmdes innan den åter pressades, då med högre tryck, till varmpressad linolja.
Benämningen "kokt linolja" föregicks av uttryck som "kokad ohlya", "oljefernissa", eller helt enkelt "fernissa" eller "firnis". Man använde sig av temperaturer på 220–250 °C och tillsatte blymonoxid, även kallat "blyglete" eller "silverglitt", som torkmedel. Denna framställningsmetod för kokad linolja förekom så sent som på 1920-talet i Sverige. Uppvärmningen bidrog till att linoljan förpolymeriserade - molekylerna slog sig samman i större aggregat - vilket också medförde att linoljans viskositet ökade. Tillsatsen av blyoxid gjorde linoljefilmen mer elastisk och väderbeständig och bidrog till att linoljefilmen torkade snabbare.
Den slutliga färgtillverkningen, blandningen av målarfärgen, utfördes i målarnas egna verkstäder eller på den aktuella arbetsplatsen.
Pigmenten levererades i klumpar eller stycken, snarare än i dagens pulverform, och finfördelningen av pigmenten, färgrivningen, sköttes av målaren. Den vanliga metoden var ännu en bit in på 1900-talet att riva pigmenten för hand på en flat stenhäll, så kallad rivsten, med en kägelformad, flatbottnad löpare, vanligen av sten. Efter en första finfördelning, bearbetades pigmentet med lämplig vätska till en pasta. Metoden kunde ge finkorniga och bra pigmentpastor, men att riva pigment på detta vis var både mödosamt och ohälsosamt; blyförgiftning var vanligt hos målare.
Det vanligaste vita pigmentet, blyvitt, var giftigt och förbjöds för invändiga arbeten redan under andra hälften av 1800-talet. Zinkvitt, som introducerades under denna period, hade en relativt dålig täckkraft, och den inhemska kritan ingen täckkraft alls i linolja. Det vita pigmentet litopon hade täckkraft men svärtade i kontakt med luft; det kunde dock användas i slipstrykningar och mellanstrykningar inomhus fram till 1940-talet, då det ersattes av titandioxid, titanvitt.
En fördel med den traditionella, hantverksmässiga tillverkningen av linoljefärger var att egenskaperna hos grund-, slipstryknings-, mellanstryknings- och färdigstrykningsfärger kunde skräddarsys efter underlaget och kraven på beständighet.